# Superman III (soundtrack)
Superman III is de originele soundtrack van Ken Thorne en diverse artiesten, voor de film Superman III uit 1983, geregisseerd door Richard Lester.

## Achtergrond
De filmmuziek werd gecomponeerd, georkestreerd en gedirigeerd door Ken Thorne (met originele Superman-thema's van John Williams). Om te profiteren van de populariteit van synthpop, werd Giorgio Moroder ingehuurd om liedjes voor de film te schrijven, hoewel ze in de film minimaal worden gebruikt.
Thorne kreeg meer vrijheid bij de muziek van Superman III, in overeenstemming met de koerswijziging en de meer komische toon van de reeks. Zijn nieuwe thematische materiaal bestond uit verwante thema's voor Gus Gorman en een algemeen thema voor computers, plus een onheilspellend "Supercomputer"-thema dat in het laatste deel van de muziek te horen is.
Thorne leverde ook een liefdesthema voor Lana Lang en Clark Kent, gebaseerd op een melodie die Giorgio Moroder voor de film schreef. Het thema van Lois Lane is niet aanwezig in de muziek omdat ze slechts kort in de film voorkomt.

## Tracklijst
De eerste uitgave verscheen in 1983 op elpee door Warner Bros. Records.
| Nr. | Titel                              | Producer   | Duur |
| --- | ---------------------------------- | ---------- | ---- |
| 1.  | Main Title                         | Ken Thorne | 5:23 |
| 2.  | Saving the Factory / The Acid Test | Ken Thorne | 6:09 |
| 3.  | Gus Finds a Way                    | Ken Thorne | 0:59 |
| 4.  | The Two Faces of Superman          | Ken Thorne | 2:50 |
| 5.  | The Struggle Within / Finale       | Ken Thorne | 4:16 |

| Nr. | Titel                              | Producer        | Duur |
| --- | ---------------------------------- | --------------- | ---- |
| 1.  | Rock On - Marshall Crenshaw        | Giorgio Moroder | 3:35 |
| 2.  | No See, No Cry - Chaka Khan        | Giorgio Moroder | 3:18 |
| 3.  | They Won't Get Me - Roger Miller   | Giorgio Moroder | 3:20 |
| 4.  | Love Theme - Helen St. John        | Giorgio Moroder | 3:14 |
| 5.  | Main Title March - Giorgio Moroder | Giorgio Moroder | 4:20 |